# Jan Jeziorański
Jan Józef Bartłomiej Jeziorański herbu Jeziora (ur. 24 sierpnia 1835 w Lublinie, zm. 5 sierpnia 1864 w Warszawie) – członek władz powstania styczniowego.

## Życiorys
Urodził się w polskiej rodzinie szlacheckiej pochodzenia żydowskiego, Jeziorańskich herbu Jeziora, jako syn Jana Macieja i Wandy z Dolańskich herbu Korab. Jego bratem stryjecznym był generał Antoni Jeziorański.
Wylegitymowany ze szlachectwa przed Heroldią Królestwa Polskiego ok. 1855 z herbem Jeziora. Z małżeństwa z Wandą z Gołębiowskich pozostawił córki:
- Bronisławę Marię Magdalenę (22.07.1863 – 1941), zamężną za Stanisławem Romeyko-Hurko.
- Janinę Franciszkę (3.12.1864 – ?), z męża Nipanicz.
- Zofię Katarzynę (26.04.1862 – ?).

Pracował jako rewizor dochodów tabacznych w Warszawie. Był członkiem Organizacji Miejskiej Warszawy, w marcu 1864 został dyrektorem Wydziału Komunikacji w Rządzie Narodowym, stanowisko to objął po aresztowanym 6 marca Romanie Żulińskim. Aresztowany na początku kwietnia 1864, podczas przesłuchań zachował się godnie, nie podjął współpracy ze śledczymi, zdecydowanie odmówił obciążenia zeznaniami współtowarzyszy. Przyznał się jednak do winy, przyrzekał poprawę i prosił o łaskę. Skazany na śmierć, został 5 sierpnia 1864 wraz z Romualdem Trauguttem, Józefem Toczyskim, Romanem Żulińskim i Rafałem Krajewskim powieszony na stokach Cytadeli Warszawskiej, jako ostatni ze skazanych. Wszyscy zostali symbolicznie upamiętnieni na grobie córki Traugutta, Alojzy, na Cmentarzu Powązkowskim w Warszawie.

## Galeria

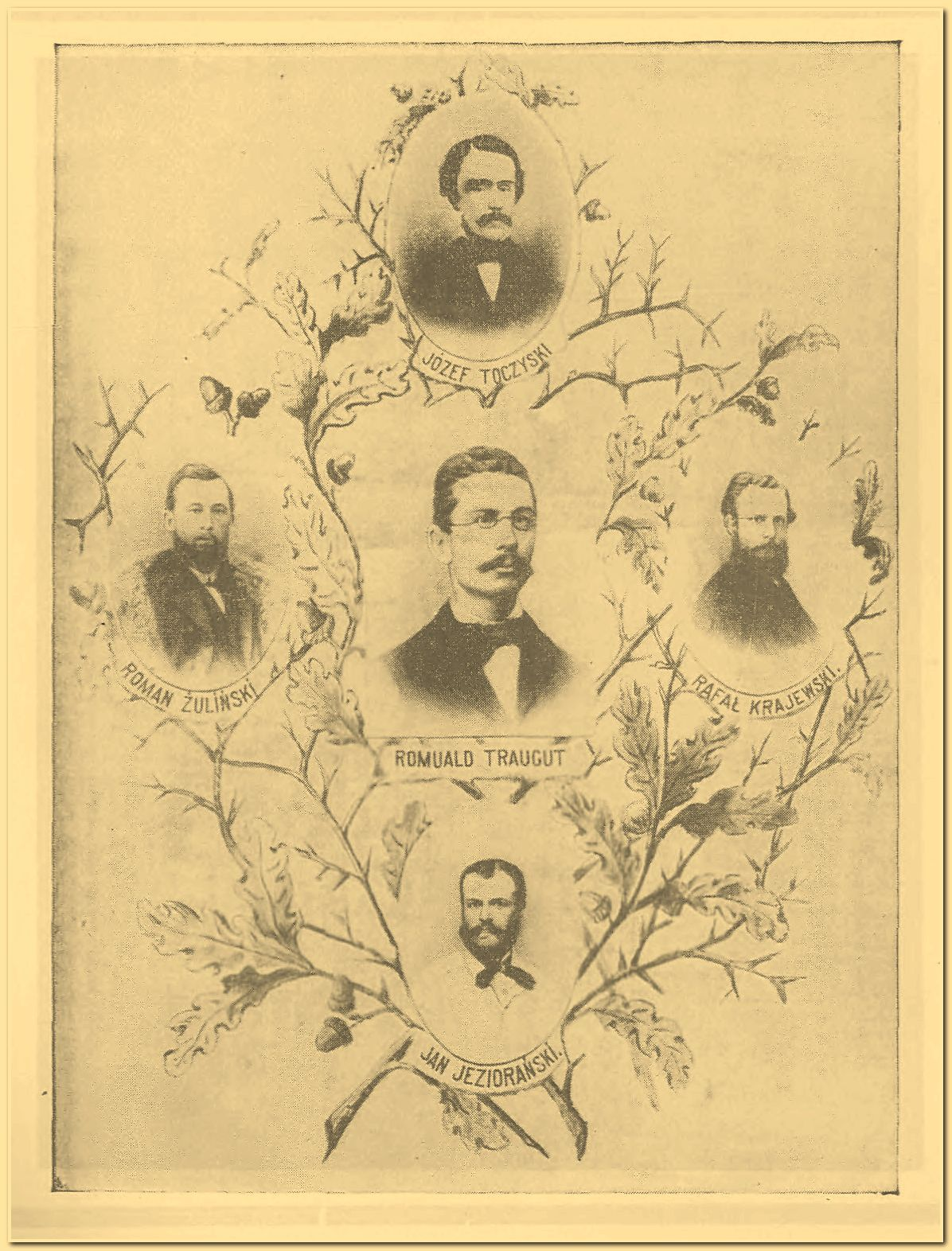
Pamiątkowa tablica Członkowie Rządu Narodowego straceni na stokach Cytadeli Warszawskiej 5 sierpnia 1864 z Albumu Powstania Styczniowego, Lwów 1913
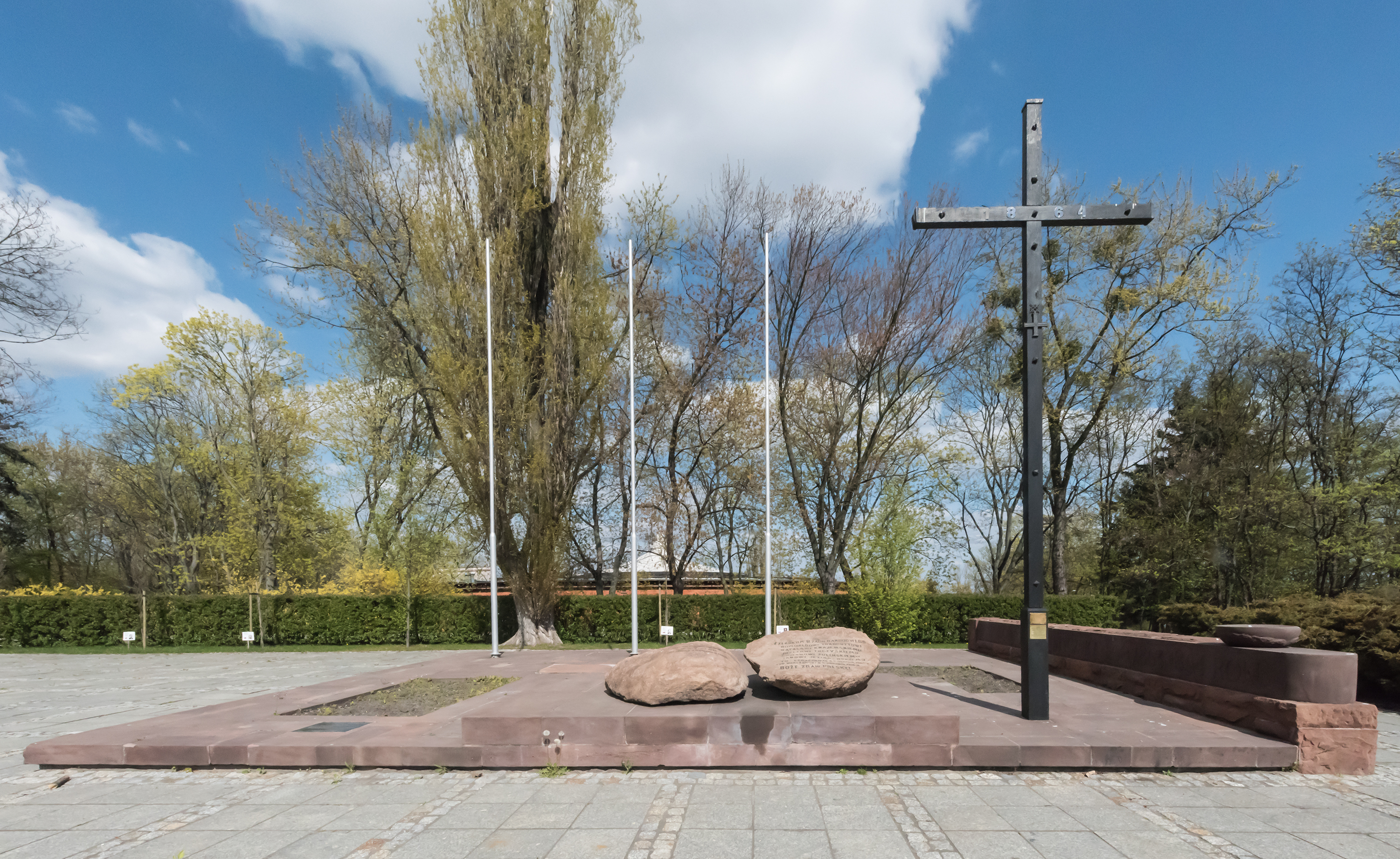
Upamiętnienie w miejscu stracenia członków Rządu Narodowego w powstaniu styczniowym: Romualda Traugutta, Rafała Krajewskiego, Józefa Toczyskiego, Romana Żulińskiego i Jana Jeziorańskiego, park im. Romualda Traugutta w Warszawie
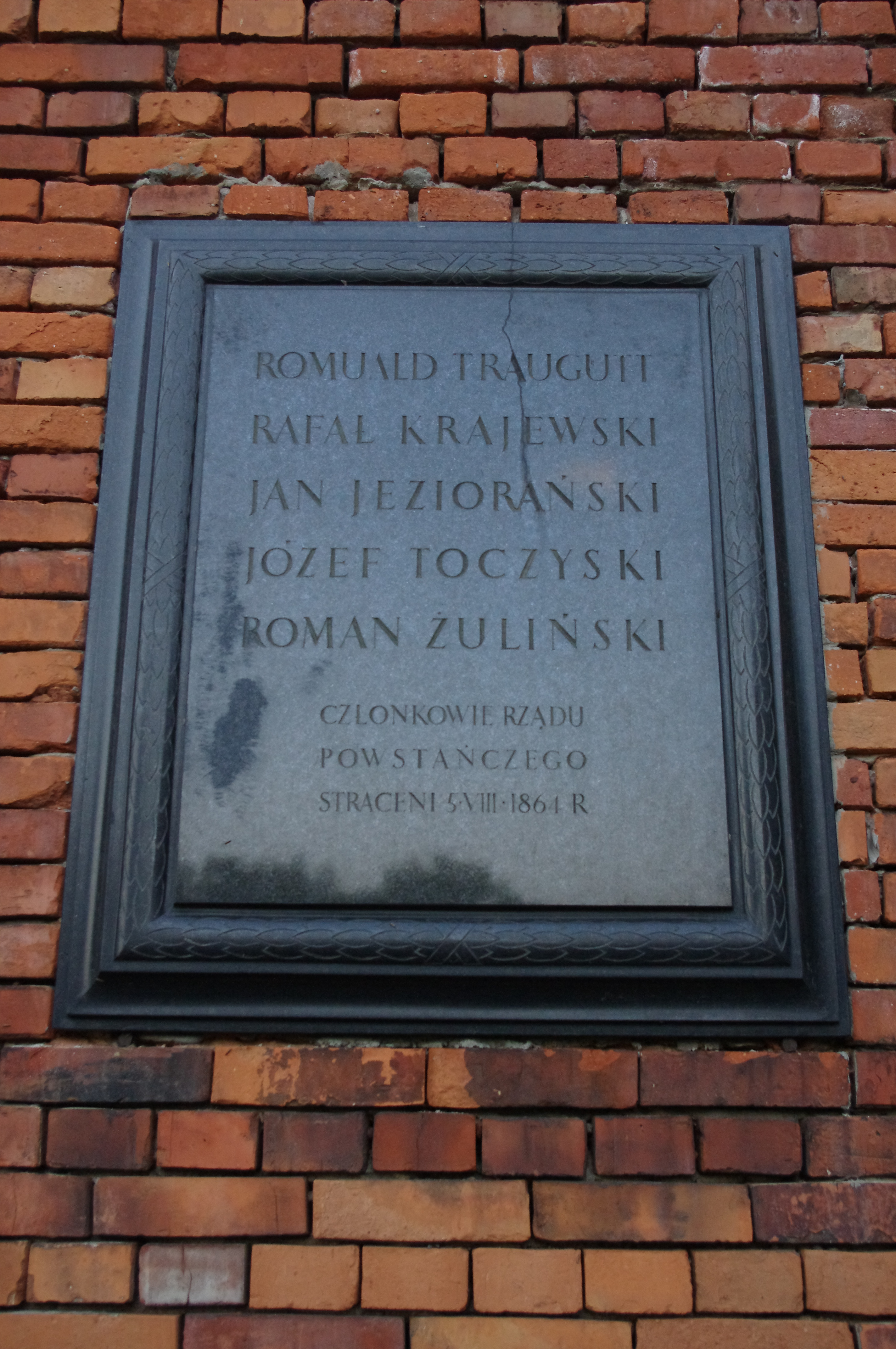
Tablica wmurowana w ścianę Cytadeli Warszawskiej tuż za szczątkami szubienicy, na której w okresie zaborów ginęli bojownicy o wyzwolenie narodowe i przemiany społeczne. Tablica upamiętnia członków rządu powstania styczniowego straconych 5 sierpnia 1864 r.
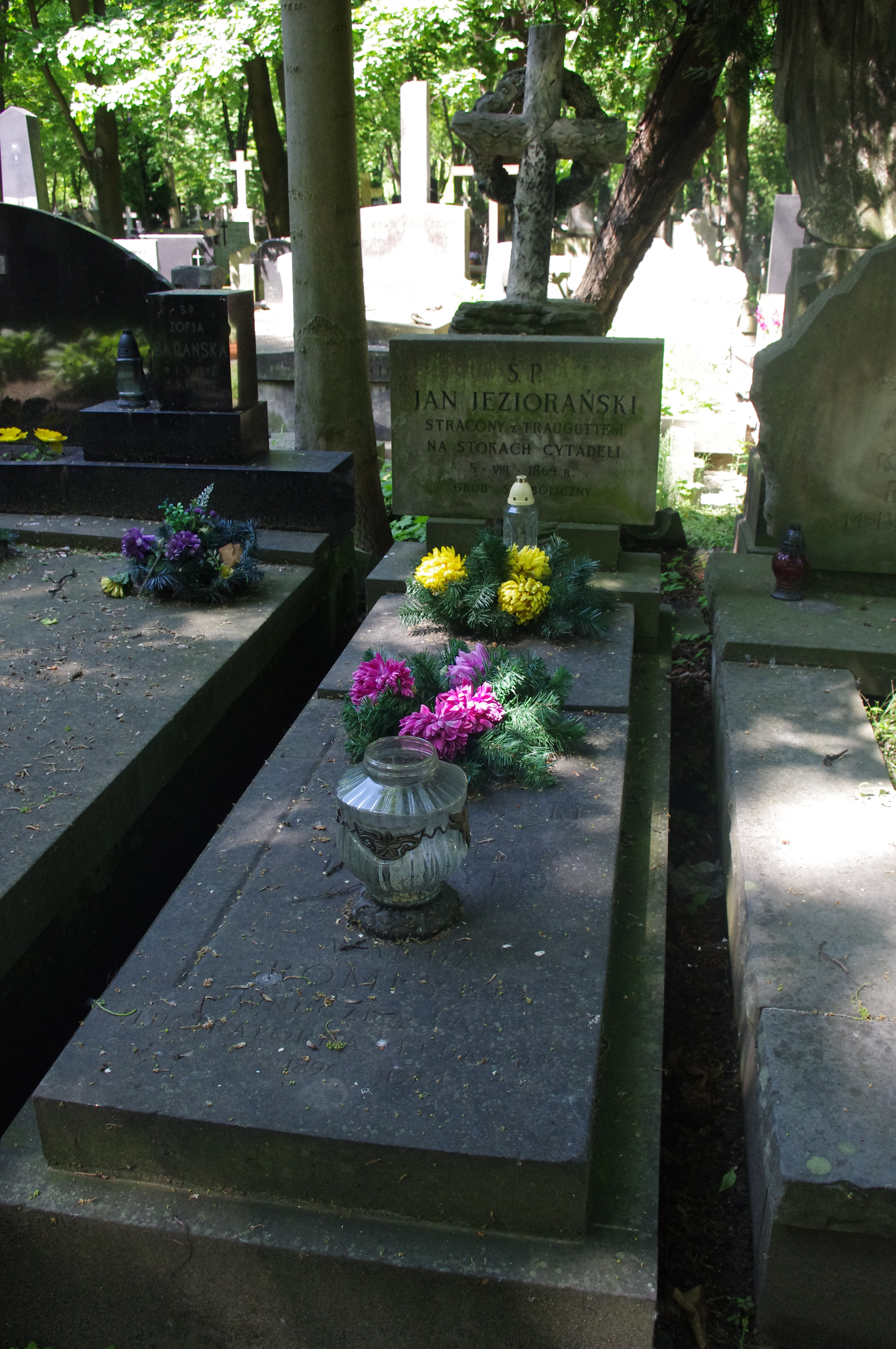
Symboliczny grób Jana Jeziorańskiego na cmentarzu Powązkowskim w Warszawie